# جامعة كوكو كاكوين
جامعة كوكو كاكوين (國 學院 大學 ؛ كوكو كاكوين Daigaku ، يُختصر باسم 國學 大 كوكو كاكوين أو 國 大 Kokudai) هي جامعة خاصة يقع مكتبها الرئيسي في منطقة شيبويا بطوكيو. تشمل البرامج الأكاديمية والبحثية دراسة الشينتو ، والتاريخ الياباني ، والأدب الياباني والصيني والدراسة الثقافية ، فضلاً عن دراسة الاقتصاد والفقه والتربية. تأسست عام 1882.

## تاريخ
منذ بداياتها كمكتب للبحوث الكلاسيكية اليابانية (وهي منظمة تم إنشاؤها في عام 1882 للبحث عن معنى أعمق في الشنتو بعد الخلافات حول بعض الآلهة) ، كانت جامعة كوكوجاكوين واحدة من أوائل الجامعات في اليابان التي حصلت على الموافقة القانونية ليتم الاعتراف بها على هذا النحو بموجب نظام الجامعة (الذي سبق نظام الجامعة الإمبراطوري ، ولكن تم إلغاؤه في عام 1947).
أنشأ مكتب أبحاث الكلاسيكيات اليابانية ، الذي تأسس عام 1882 ، في عام 1890 طريقة لتدريس مادة kokugaku تسمى Kokugakuin. في عام 1920 ، ارتقت إلى مرتبة جامعة في ظل نظام الجامعة القديم ، وبعد الحرب العالمية الثانية أصبحت جامعة في ظل نظام الجامعات الياباني الحالي في عام 1948.

### التسلسل الزمني
- 1882 ، نوفمبر - تأسس مكتب أبحاث الكلاسيكيات اليابانية في إيداباشي ، شيودا.
- 1890- يوليو - تم إنشاء Kokugakuin كمؤسسة تعليمية من قبل مكتب أبحاث الكلاسيكيات اليابانية.
- 1898 ، أبريل - أصبح مؤسسة قانونية.
- 1904 ، أبريل - تم رفع مكانة المدرسة المهنية وفقًا لنظام التعليم المهني.
- 1906- يونيو- أعيدت تسميتها إلى جامعة Kokugakuin الخاصة (私立 國 學院 大學 ، Shiritsu Kokugakuin Daigaku).
- 1919 ، سبتمبر - أعيدت تسميتها إلى جامعة كوكوجاكوين (国 学院 大学 ، كوكوجاكوين دايجاكو).
- 1920- أبريل- تعتبر جامعة رسمية في ظل نظام الجامعة.
- 1923 ، مايو - انتقل إلى العقار الإمبراطوري خلف شيبويا هيغاوا (渋 谷 氷川 裏 御 料 地 ، شيبويا هيغاواورا غوريتشي).
- 1946 ، يناير - تم حل مكتب أبحاث الكلاسيكيات اليابانية.
- 1946 ، آذار (مارس) - تم التأسيس مرة أخرى وإنشاء المؤسسة القانونية لجامعة كوكوجاكوين.
- 1947 ، أبريل - تم افتتاح قسم ثان.
- 1948 ، أبريل - في ظل النظام التعليمي المُصلح والمعترف به كجامعة ، تم افتتاح قسم أدبيات النظام الجديد.
- 1948 ، سبتمبر - اندماج مع أكاديمية Mejiro (目 白 学園 ، Mejiro Gakuen).
- 1949 ، أبريل - تم افتتاح قسم ثانٍ لأدبيات النظام الجديد. تبدأ الفصول في فرع Mejiro. تم إنشاء قسم السياسة.
- 1950 ، أبريل - أعيد تنظيم قسم السياسة في قسم السياسة والاقتصاد.
- 1951- فبراير - إصلاحات لجامعة كوكوجاكوين إنكوربوريتد.
- 1951 ، مارس - تم إغلاق قسم أدب النظام القديم الأول والمتخصص.
- 1951 ، أبريل - تم افتتاح القسم الثاني للسياسة والاقتصاد. أن يتم إنشاء برنامج درجة الماجستير بعد التخرج في الأدب.
- 1951- مايو - تم إنشاء دورة خاصة في أدب تدريب الشنتو.
- 1952- سبتمبر - اندماج مع أكاديمية Kugayama (久 我 山 学園 Kugayama Gakuen).
- 1953 ، مارس - تم إغلاق قسم أدبيات النظام القديم الثاني. توقفت الدروس في فرع Mejiro.
- 1953- أبريل - دكتوراه بعد التخرج. تم إنشاء برنامج في الأدب. تبدأ الدروس في فرع كوغاياما.
- 1955- يناير - تم افتتاح برنامج تدريبي لتصبح معلمة في رياض الأطفال.
- 1955- يوليو - تم إنشاء برنامج أبحاث الثقافة اليابانية.
- 1958 ، مارس - توقفت الدراسة في فرع كوغاياما.
- 1958 ، أبريل - تغير برنامج Shinto الرئيسي لبرنامج دراسات الشنتو.
- 1958- يوليو - تم افتتاح مهجع تاتيشينا (蓼 科 寮 ، تاتيشينا ريو).
- 1963 ، أبريل - تم إنشاء أول قسم قانوني.
- 1965- أبريل - تم إنشاء القسم الثاني للشؤون القانونية.
- 1966 ، مارس - تم إغلاق القسمين الأول والثاني من السياسة والاقتصاد.
- 1966 ، أبريل - أعيد تنظيم قسم السياسة والاقتصاد ، وتم إنشاء القسمين الأول والثاني من قسم الاقتصاد.
- 1967 ، أبريل - تم إنشاء برنامج للحصول على درجة الماجستير في القانون. تم افتتاح قسم أدب الشنتو الثاني. تبدأ الفصول في مبنى فرع Hachioji (八 王子 ، Hachiōji).
- 1968 ، أبريل - تم إنشاء برنامج درجة الماجستير في الاقتصاد.
- 1969- أبريل - دكتوراه بعد التخرج. تم إنشاء برنامج في القانون.
- 1970- أبريل - دكتوراه بعد التخرج. تم إنشاء برنامج في الاقتصاد.
- 1982- أبريل - تم افتتاح كلية كوكوجاكوين الثانوية للبنات.
- 1985 ، مارس - تم إنهاء الفصول الدراسية في مبنى فرع Hachioji.
- 1985 ، أبريل - تبدأ الدروس في مبنى شين إيشيكاوا (新 石川 ، شين إيشيكاوا).
- 1985- نوفمبر - نصب تذكاري لمكتب أبحاث الكلاسيكيات اليابانية.
- 1987 ، أبريل - تم الانتهاء من بناء قاعة اجتماعات Shin-In'yū (新 院 友، Shin-In'yū).
- 1991- أبريل- تم تغيير اسم كلية كوكوجاكوين جونيور للنساء إلى كلية كوكوجاكوين جونيور وتم افتتاحها لكلا الجنسين.
- 1991- سبتمبر - تم إغلاق مبنى فرع هاتشيوجي.
- 1992 ، أبريل - تبدأ دروس السنة الأولى والثانية في الحرم الجامعي تاما بلازا.
- 1996- أبريل - أعيد تنظيم قسم من قسم الأدب ليشمل أقسام الأدب الياباني والأدب الصيني والأدب الأجنبي. في قسم الاقتصاد ، يتم إنشاء أقسام الشبكات الاقتصادية ومعلومات الاستهلاك الصناعي. تم افتتاح حرم ساغاميهارا (相 模 原 ، ساغاميهارا).
- 2001- أبريل - تم إدخال نظام المحاضرات النهارية والمسائية لقسمي القانون والاقتصاد.
- 2002 ، أبريل - أعيد تنظيم أقسام الأدب والشنتو ، وافتتح قسم الأدب الشنتو.
- 2002- نوفمبر - الاحتفال بالذكرى السنوية الـ 120 لتأسيس مكتب أبحاث الكلاسيكيات اليابانية.
- 2003- أبريل - احتفالاً بمرور 120 عامًا على تأسيسها ، تم تشييد المبنى رقم 1.
- 2004 ، أبريل - تم إنشاء برنامج الدراسات العليا للدراسات القضائية (أي كلية الحقوق).
- 2004- تموز - احتفالاً بالذكرى الـ 120 تم تشييد المبنى رقم 2.
- 2005- أبريل - تم إنشاء قسم الدراسات الإدارية في قسم الاقتصاد. تم تقديم نظام المحاضرات النهارية والمسائية لأقسام الأدب والتاريخ الياباني في قسم الأدب.
- 2006- يونيو - اكتمال بناء برج واكاجي (若 木 ، واكاجي).

## التعليم والبحث
في كوكو كاكوين ، يمكن للمرء أن يأخذ دورة للحصول على المؤهلات ليصبح kannushi (كاهن شنتو). الدورة التدريبية التي يمكن للمرء فيها الحصول على هذه المؤهلات موجودة فقط في جامعة كوكو كاكوين وجامعة Kogakkan.

### الإدارات
- المؤلفات
- الأدب الياباني
- محاضرات مسائية
- الأدب الصيني
- أدب أجنبي
- تاريخ
- محاضرات نهارية
- محاضرات مسائية
- فلسفة
- اقتصاديات
- إدارة
- قانون
- قانون
- محاضرات نهارية
- محاضرات مسائية
- دراسات الشنتو
- محاضرات نهارية
- محاضرات مسائية

### برامج الدراسات العليا
- المؤلفات
- تخصص الشنتو وتاريخ الأديان
- تخصص الأدب الياباني
- تخصص التاريخ الياباني
- قانون
- اقتصاديات

### برنامج الخريجين المحترفين
- الدراسات القضائية (كلية الحقوق)

### برامج خاصة
- برنامج الدراسات العليا شنتو

### دورات خاصة
- تدريب متخصص في دراسات الشنتو

### كلية صغيرة (برامج لمدة عامين)
- الأدب الياباني
- مجال الاتصالات
- تربية الطفل

### المرافق التابعة
- معهد بحوث الأدب الياباني
- معهد أبحاث الدكتور أوريكوتشي التذكاري القديم
- مرفق مرجعي شنتو
- مرفق مرجعي لعلم الآثار
- غرفة الدكتور كونو التذكارية (河野، Kōno)
- غرفة الدكتور تاكيدا التذكارية (武田، تاكيدا)

## الأشخاص والمنظمات ذات الصلة بـ كوكو كاكوين

### الناس والمنظمات
يُعرف الخريجون والأساتذة وغيرهم من المرتبطين بالمدرسة باسم In'y (院 友 ، In'yū). هناك جمعية للخريجين تسمى جمعية In'y ، وقاعة اجتماعات تسمى In'y Hall في حرم شيبويا. معظم كهنة الشنتو في المزارات في جميع أنحاء اليابان هم In'y.

### قائمة الأشخاص المرتبطين بـ كوكو كاكوين
- Masumi Asano (born 1977), Japanese seiyu[1]
- Momoko Tsugunaga (born 1992), Japanese singer

## الحرم الجامعي
هناك أيضا مرافق في ساغاميهارا ومناطق أخرى.

### Shibuya campus, Higashi, Tokyo

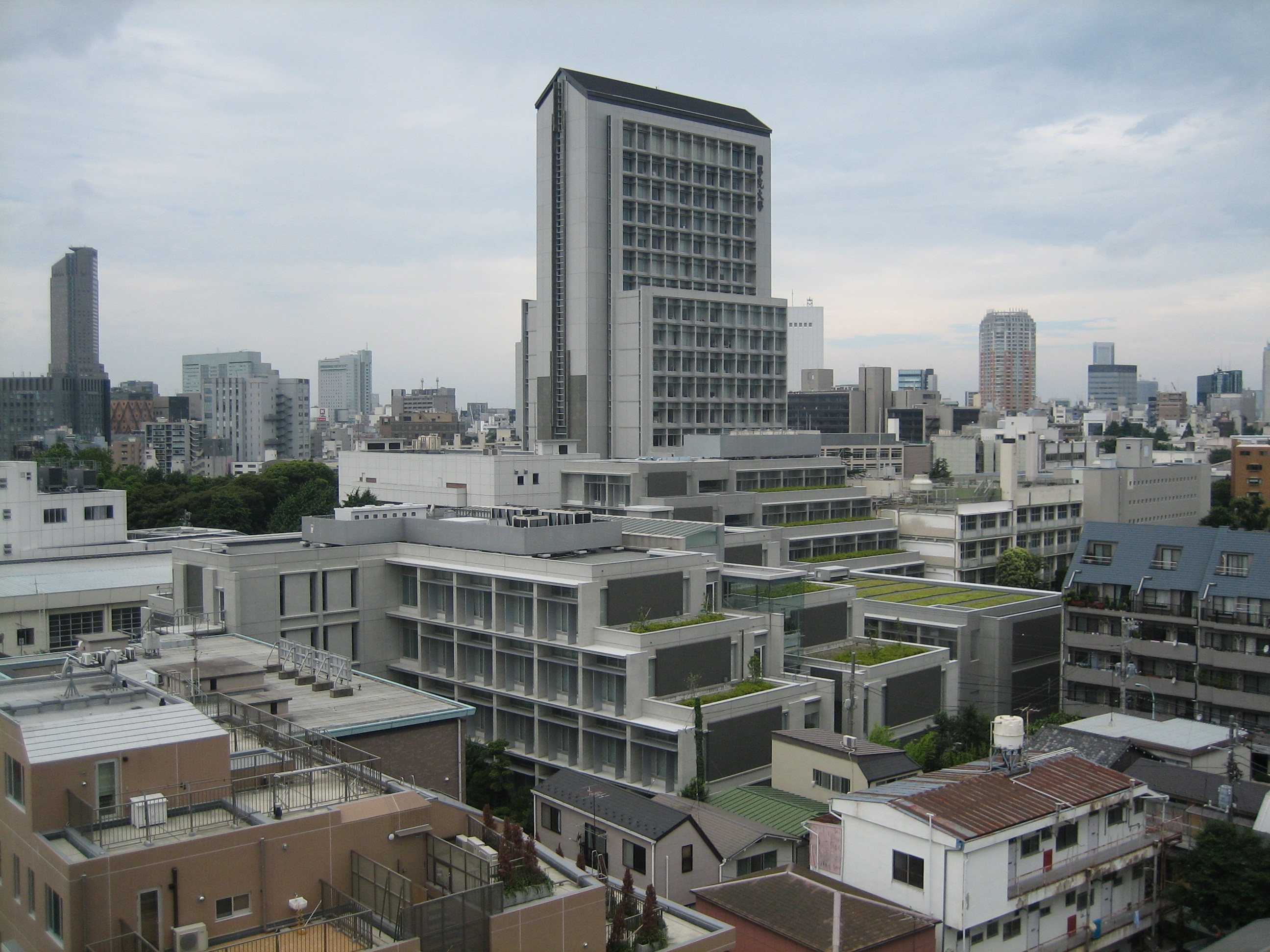
Higashi, Shibuya campus

Higashi 4-10-28, Shibuya-ku, Tōkyō-to (東京都渋谷区東四丁目10番28号)
يسكن حرم شيبويا جميع طلاب دراسات القانون والشينتو ، بالإضافة إلى طلاب السنة الثالثة والرابعة في الآداب والاقتصاد.
أقرب محطة هي محطة شيبويا على خط Yamanote.
انتهت المرحلة الأولى من مشروع إعادة التطوير في عام 2008 مع الانتهاء من برج واكاجي (若 木 タ ワ ー ، واكاجي تاوا). يتم إجراء مزيد من إعادة التطوير حول الحرم الجامعي.
يقع متحف جامعة كوكوجاكوين في حرم شيبويا. يضم هذا المتحف مجموعة كبيرة من القطع الأثرية والتاريخية بالإضافة إلى المعروضات الخاصة.

### حرم تاما بلازا

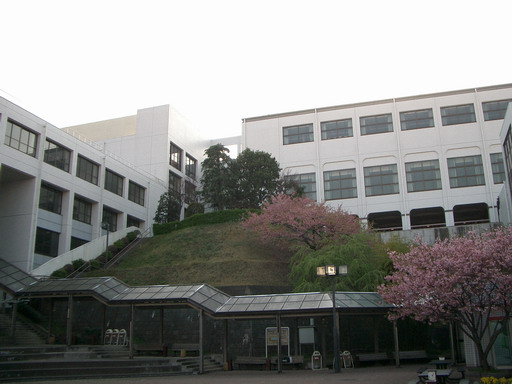
Tama Plaza campus

Shin-Ishikawa 3-22-1, Aoba-ku, Yokohama-shi, Kanagawa-ken (神奈川県横浜市青葉区新石川三丁目22番地1)
طلاب السنة الأولى والثانية من طلاب الآداب والاقتصاد ، بالإضافة إلى طلاب السنة الأولى في القانون وطلاب دراسات الشنتو الذين يدرسون في دورات التعليم العام.
أقرب محطة هي محطة Tama Plaza على خط Tokyu Den-en Toshi.
يوجد به ماسة بيسبول وملعب رياضي وملاعب تنس.
- يوجد في ساغاميهارا ملاعب تنس ومنشآت أخرى ، ولكن في حين أن بعض النوادي والدوائر تستفيد من المرافق ، فإن معظم الطلاب لا يستخدمون حرم ساغاميهارا الجامعي.

## اتفاقيات مع جامعات أخرى
- مشارك في اتفاقية التبادل الائتماني لجامعة ويسترن طوكيو
- مشارك في مؤتمر التبادل التعليمي بمدينة يوكوهاما
- مشارك في تحالف خط Yamanote

### المدارس الشقيقة
جامعة نيهون: جاء هذا الاتفاق عندما تأسست كلية الحقوق نيهون ، المؤسسة السابقة لجامعة نيهون ، خلال ليلة واحدة في مكتب أبحاث الكلاسيكيات اليابانية. بعد ذلك ، عندما يتغير رئيس كوكو كاكوين ، أو عندما يتغير رئيس جامعة Nihon أو رئيس مجلس الإدارة ، كانوا يذهبون إلى المدرسة الشريكة لتقديم تحياتهم. أخيرًا ، اتفق الطرفان على بدء علاقة شقيقة.

### المدارس ذات الصلة
المؤسسات التعليمية في محافظة Tochigi المدرجة أدناه تعمل بشكل مستقل عن جامعة كوكو كاكوين ، وتوجد تحت كيان قانوني مستقل.
- جامعة كوكو كاكوين .، توتشيغي الحرم الجامعي
- جامعة كوكو كاكوين كلية توتشيغي جونيور
- جامعة كوكو كاكوين مدرسة توتشيغي الثانوية العليا
- جامعة كوكو كاكوين مدرسة توتشيغي الثانوية
- جامعة كوكو كاكوينروضة أطفال توتشيغي نيسوجي (二 杉 ، نيسوجي)

### المدارس التابعة
- كوكو كاكوين كلية المبتدئين
- كوكو كاكوين مدرسة ثانوية عليا
- كوكو كاكوين جامعة كوغاياما جونيور ومدرسة ثانوية عليا
- كوكو كاكوين روضة أطفال الجامعة
- كوكو كاكوين روضة أطفال
- كوكو كاكوين المدرسة المهنية لتعليم الطفل الجامعي

## الموقع الرسمي
- - Kokugakuin University
  - Kokugakuin University باللغة اليابانية